# Acidente ferroviário na Gare de Lyon
O acidente ferroviário na Gare de Lyon foi um desastre ferroviário que ocorreu em 27 de junho de 1988 às 19h10 (UTC+2; 14:10 UTC-3, 17:10 UTC) na estação subterrânea da Gare de Paris-Lyon, no 12º arrondissement de Paris. Uma colisão frontal entre um trem da SNCF procedente de Melun via Corbeil-Essonnes, viajando a cerca de 70 km/h, e um trem lotado que estava estacionado, partindo para Melun via Combs-la-Ville, deixou 56 mortos e 57 feridos. Os dois trens acidentados eram do tipo Z5300. Este alto preço é o resultado de uma combinação de circunstâncias que agravaram este acidente, o mais grave na rede ferroviária da Ilha de França desde a criação da SNCF em 1938.
A opinião pública está permanentemente marcada por este drama particularmente mortífero. A investigação que se seguiu revelou uma série de erros humanos e falhas técnicas que agravaram as consequências do acidente e levaram a SNCF a adotar inúmeras medidas de segurança e modernizar a sua rede.

## Visão geral
Em 1988, a estação ferroviária suburbana da Gare de Lyon ainda tinha uma configuração provisória com quatro vias de plataforma de 320 m de comprimento em beco sem saída com amortecedores, aguardando a conclusão da linha D do RER, cuja interligação será colocada em serviço em setembro de 1995. O acesso dos comboios faz-se por duas vias inclinadas com desníveis muito acentuados, atingindo 43‰.
Em 27 de junho de 1988, o trem suburbano 153944 da SNCF com destino a Gare de Lyon em Paris, procedente de Melun, estava executando sua jornada de rotina de 80 km, usando um dos TUEs da SNCF, a Série Z5300. À medida que o trem se aproximava de Paris, passou a estação Le Vert de Maisons, que costumava ser uma parada na rota. No entanto, a SNCF havia implementado recentemente um novo horário de verão, o que significava que o trem 153944 não parava mais na estação.

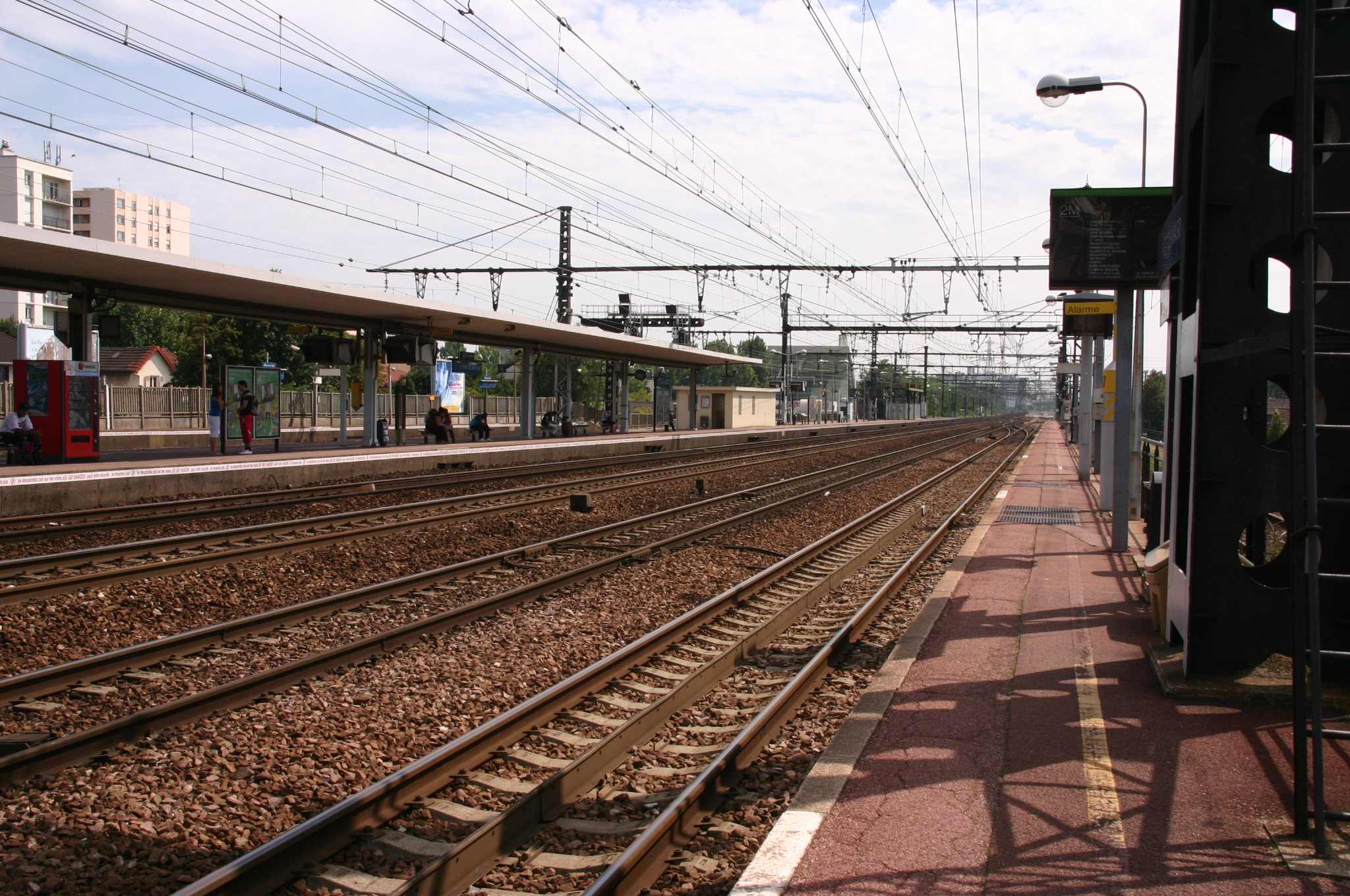
A estação de Le Vert-de-Maisons.

Quando o trem passou pela plataforma, uma passageira no segundo carro parou de repente, puxou o freio de emergência e saiu da composição. Apesar do cancelamento e reativação do sinal de alarme pelo maquinista ao sair do trem, (uma manivela deve ser levantada ou baixada sem marca de indicação O/F) no espaço entre dois carros, aqui, um motor e um reboque) o freios permanecem acionados. Com efeito, na sequência de um erro de manuseamento em parte devido à não conformidade do material circulante utilizado, o condutor também fechou uma válvula CG, para "linha geral" de frenagem entre os dois carros, provocando o isolamento da parte do CG situada na do lado do carro-reboque da parte do lado da tração, o que evita o acúmulo de pressão e a liberação dos freios no lado do carro-reboque. Esta válvula está perto da alça de reinicialização do sinal de alarme. O maquinista pensa então que o acionamento dos freios se deve a uma sobrepressão no sistema (problema por vezes encontrado neste tipo de trem ao reiniciar o circuito de frenagem após utilização do sinal de alarme) e, com a ajuda do seu ACT (controlador), esvaziou os tanques principais (RP) e os tanques auxiliares (RA) dos sete carros. Isso tem o efeito de liberar os freios, mas, ao fazê-lo, o maquinista torna a frenagem impotente nesses carros porque o isolamento dos reboques limita a ação de frenagem apenas ao automóvel. Ao voltar a cabine, os manômetros RP e RA indicam uma pressão normal de 8 bares, mas o maquinista não sabe que isso diz respeito apenas ao circuito do carro de força, pois fechando o registro do CG, ele isolou o CG na lateral dos carros-reboques; a ausência de pressão no circuito de frenagem do carro-reboque não é indicada. O trem parte em direção a Paris.
O maquinista Daniel Saulin, auxiliado pelo maquinista-adjunto Jean Charles Bovée, após trabalhar por 26 minutos, acionou os freios e continuou. Esse procedimento levou mais tempo do que o normal, levando mais passageiros a deixar o trem. Para compensar o tempo perdido, o controlador da estação na Gare de Lyon, André Tollance, instruiu Saulin a pular a próxima parada programada (e a última antes do terminal), Maisons-Alfort.

## Trem desgovernado e colisão

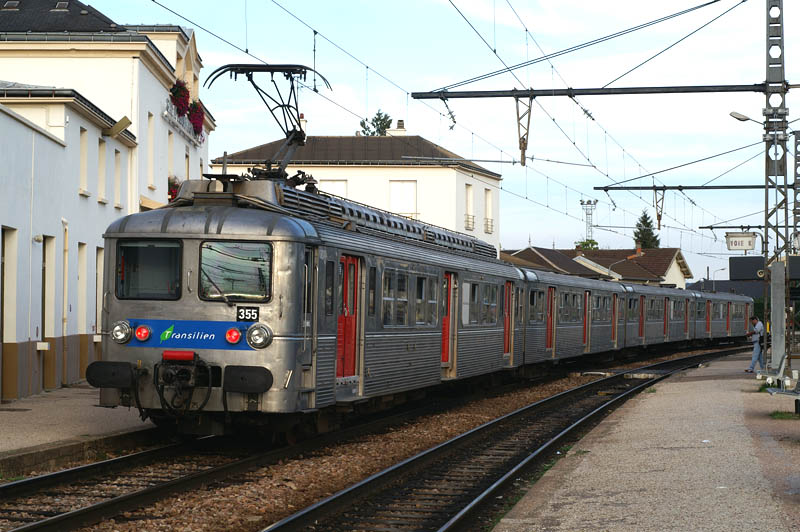
Um trem semelhante ao acidentado

Como o carro-motor é o único do trem que pode frear, suas rodas travam (ou seja, literalmente travam e deslizam nos trilhos, de forma ineficaz) devido à frenagem de emergência que o maquinista tenta realizar. Ele será criticado por não ter usado o freio reostático (ou elétrico) que poderia ter desacelerado o trem, mas explicará no julgamento que isso teria desconectado os freios pneumáticos do carro-motor, o único do trem a frear. No entanto, segundo o perito do Instituto Nacional de Investigação em Transportes e Segurança dos Transportes (INRETS) encarregado da investigação, Jean-Pierre Pascal, o condutor não sabia que tinha apenas os freios da seção pneumática do carro-motor e esqueceram de usar a frenagem dinâmica. Além disso, os maquinistas dos trens Z 5300 hesitam em usar o freio dinâmico devido ao risco de travamento das rodas do truque do motor durante uma ação combinada com o freio pneumático. O cálculo realizado por esse especialista mostra, no entanto, que se o maquinista tivesse ativado o sistema de frenagem dinâmica (ao alcance no painel), o trem provavelmente teria desacelerado o suficiente para evitar um grande desastre.
Sobrecarregado pela experiência e pelo stress dos acontecimentos não previstos na regulamentação, o maquinista liga para o centro de controle, pedindo para aplicar o procedimento de parada de emergência para todos os trens (passando todos os sinais de parada a vermelho), mas esquece de se identificar. Os reguladores, portanto, não podem saber imediatamente qual é o trem. Ele também ativa o alerta de rádio, que envia um sinal de parada estridente para todos os trens em um raio de dez quilômetros, enquanto os regulamentos ferroviários proíbem seu uso em caso de deriva. Isso tem o efeito de saturar o centro de despacho com chamadas, com os maquinistas dos vários trens da área ligando para saber o que está acontecendo. Quando o despachante chama de volta os trens que provavelmente correspondem ao trem desgovernado, não pode, portanto, entrar em contato com os maquinistas. Além disso, o maquinista do trem à deriva pediu aos passageiros que se refugiassem no último carro e se refugiaram lá com eles.
A caixa de sinal da estação ferroviária recebeu o alerta de rádio e, de acordo com sua regulamentação, fecha todos os sinais, mas também congela os interruptores em sua posição atual, permitindo apenas seu controle manual. Assim é cancelada a programação automática do envio do trem à deriva numa plataforma desocupada. Infelizmente, o encravamento dos AMVs faz o trem descontrolado entrar no trilho ainda ocupado pelo trem parado que partia para Melun, que estava atrasado porque o maquinista demorou a chegar. Esse atraso causa multidões no trem, principalmente no primeiro carro de frente para as escadas.
A parte final da linha apresentando um declive significativo na chegada à estação subterrânea, a velocidade do trem à deriva aumenta e infelizmente passa de cerca de 30 km/h para atingir 70 km/h. O comboio 153951, estacionado na via da plataforma 2, foi atingido a esta velocidade e recuou quase trinta metros. Seu primeiro carro, o reboque piloto ZRx 15339, é completamente esmagado pela sobreposição da unidade de força Z5301 do trem desgovernado, por causa da altura do túnel, que não deixa escapatória.
Há apenas dois sobreviventes nesta composição. O balanço poderia ter sido muito mais pesado sem o sacrifício de André Tanguy, maquinista do trem parado. Ao ver aproximar-se o trem à deriva, em vez de fugir, fez um anúncio ordenando aos passageiros da composição parada que abandonassem urgentemente os carros sem pararem até ao impacto, salvando assim, provavelmente, dezenas de vidas à custa do operador.

## Investigação
Os pensamentos iniciais eram de que a colisão foi resultado de um ato terrorista, devido a uma recente série de bombardeios a trens franceses em Paris e arredores. Esta teoria foi apoiada pelo fato de que os investigadores que estavam examinando o casco destruído do trem 153944 encontraram a válvula do tubo de freio principal, localizada atrás do primeiro carro, fechada. Quando aberta, esta válvula permite que o ar comprimido gerado no primeiro carro viaje de volta pelos outros carros para alimentar os freios de ar comprimido. Quando fechado, os freios em todos os carros atrás da válvula são desabilitados. Apesar dos sinais de possível terrorismo, os investigadores acreditavam que apenas alguém com conhecimento detalhado do funcionamento do sistema de freios poderia ter fechado a válvula.
Em seguida, quem puxou a argola do freio de emergência foi examinado, embora a pessoa fosse desconhecida. Quando um jornal imprimiu um anúncio pedindo que a pessoa que acionou indevidamente o equipamento se aproximasse, uma jovem mãe, Odile Mirrior, se apresentou. Ela disse aos investigadores que normalmente descia do trem 153944 na estação Le Vert de Maisons para pegar seus filhos na escola. No entanto, ela não sabia que o novo horário de verão significava que seu trem não pararia neste local. Então, não querendo deixar seus filhos esperando, ela puxou o freio de emergência e saiu do trem. Ela foi multada em US$ 180 por sua ação.
Os investigadores então se voltaram para uma entrevista mais antiga com Saulin e examinaram o registro mais de perto do que antes. Depois que o freio foi puxado, Saulin foi para a traseira do primeiro carro para puxar a alavanca de reinicialização, mas a alavanca estava lenta e se recusou a se mover. Tendo sido negligenciado anteriormente, descobriu-se que Saulin havia colocado a mão na válvula do tubo de freio principal para obter mais alavancagem para puxar a alavanca de reinicialização. Quando Saulin finalmente puxou a maçaneta, os investigadores supõem, ele também deve ter acidentalmente fechado a válvula.
No entanto, essa conclusão levantou outra questão sobre como Saulin conseguiu fazer o trem andar novamente. Um mecanismo à prova de falhas nos carros trava os freios na posição ligada se a válvula estiver fechada. A única maneira de iniciar o trem novamente é reabrir a válvula ou desbloquear manualmente cada pastilha de freio. A política da SNCF exige chamar um engenheiro para examinar o trem (que provavelmente teria encontrado a válvula fechada). No entanto, Saulin, ansioso para continuar a viagem, pediu a ajuda de Bovée para trabalhar em lados opostos do trem, destravando cada freio. Saulin acreditava que a causa do problema era uma condição comum conhecida como "bloqueio de ar". Quando o freio de emergência é acionado, um "bloqueio de ar" é o resultado do ar comprimido enchendo os tubos do freio, entupindo-os e impedindo que os freios funcionem. As pastilhas de freio travam como parte do mecanismo à prova de falhas quando ocorre uma trava de ar. Para corrigir esse problema, o ar preso deve ser sangrado do tubo para liberar os freios. No entanto, Saulin não tinha ideia do que havia feito e afirmou que o manômetro de sua cabine estava marcando a medida correta, por isso achava que todos os sistemas de frenagem estavam funcionando. Sem que ele soubesse, ele havia fechado a válvula principal, isolando o carro dianteiro do resto do trem. Assim, o medidor mostrava apenas a pressão dos freios da primeira carruagem.
Mesmo com apenas 1/8 da força de frenagem necessária, ainda havia oportunidades para parar ou desacelerar o trem. Primeiro, havia mais uma estação (Maisons-Alfort), antes da Gare de Lyon, o que daria ao maquinista bastante tempo para desacelerar ou parar o trem. No entanto, para evitar o atraso de outros trens na estação Gare De Lyon, os controladores ordenaram ao maquinista que passasse por Maisons-Alfort e seguisse diretamente para a Gare de Lyon. Em segundo lugar, o trem estava equipado com um freio elétrico adicional, mas de acordo com Saulin, os maquinistas geralmente não gostavam do freio elétrico porque não era confiável e tinha uma forte tendência a desgastar as pastilhas de freio. De qualquer forma, Saulin esqueceu completamente como resultado de seu pânico.
Mesmo nesta fase, ainda havia mais duas oportunidades para fazer o trem parar. O maquinista Saulin enviou uma mensagem de aviso e ativou um alarme de emergência para sinalizar que seu trem estava com problemas, mas ele se esqueceu de identificar a si mesmo ou sua posição para os controladores e deixou o táxi antes que alguém pudesse chamá-lo de volta. Os controladores sabiam que o trem desgovernado era um dos quatro trens que deveriam chegar à estação e tentaram enviar mensagens a todos eles para diminuir as possibilidades e desviar o descontrolado para um trecho vazio da pista. No entanto, quando Saulin acionou o alarme de emergência, forçou todos os trens da rede a parar onde quer que estivessem e aguardar instruções. Um fluxo resultante de ligações de maquinistas emboscados perguntando sobre a paralisação obstruiu as linhas de comunicação entre a sala de controle e os trens. Como resultado, os controladores nunca conseguiram identificar o trem desgovernado.
Finalmente, os sinalizadores também pré-programaram os trilhos para que o trem desgovernado fosse desviado para a Plataforma 1, que estava vazia, em vez da Plataforma 2, onde estava o trem atrasado. Bater em uma plataforma vazia poderia ter destruído o trem, mas com os passageiros evacuados para o último carro, as baixas teriam sido evitadas. Mas quando Daniel Saulin ativou o alarme, os sinalizadores tiveram que transformar todos os sinais em vermelho em um processo chamado de "procedimento de fechamento geral". No entanto, para dar aos sinalizadores total controle manual do sistema, esse procedimento desativou toda a pré-programação dos trilhos e permitiu que o trem desgovernado entrasse na Plataforma 2 em vez da Plataforma 1. Nesse ponto, a colisão era inevitável.

## Responsabilidades
Após a investigação detalhada, muitas responsabilidades foram mencionadas neste acidente.

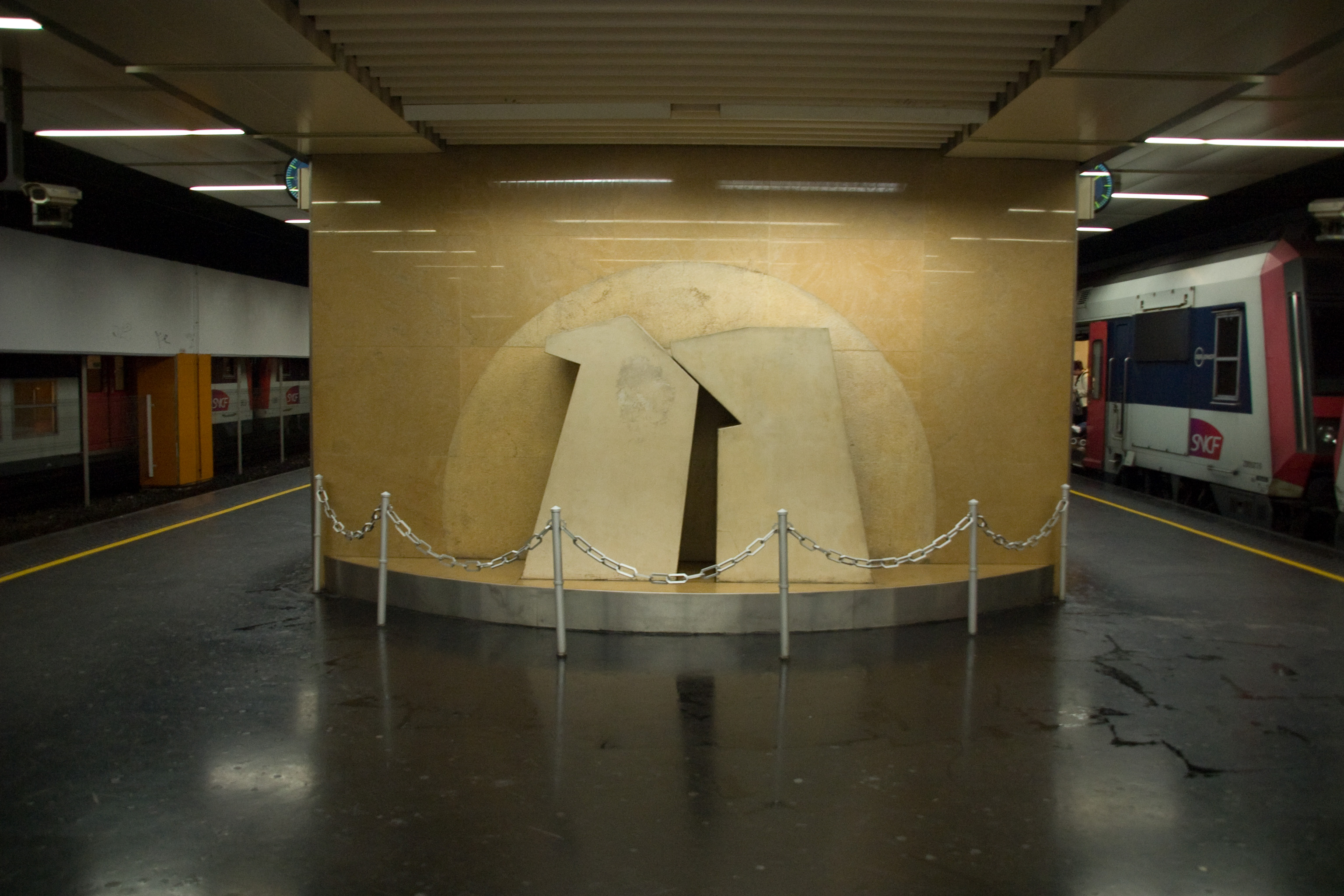
Uma cerimónia no memorial erguido na plataforma da linha D do RER comemora anualmente o acidente

### O maquinista
Além do erro cometido no incidente na estação Le Vert de Maisons, o maquinista cometeu outro ao esquecer de se identificar para o despachante do centro de controle, o que pode ter permitido que os sinalizadores direcionassem a composição desgovernada para uma plataforma vazia. Ele também não deveria ter esvaziado os freios dos sete carros de seu trem, após a reativação do alarme, mas feito um pedido de assistência (DDS) conforme indicado pelo regulamento. Um possível fracasso em suas tentativas de conter o trem foi rejeitado pelo Tribunal de Apelação.

### Os comutadores
Perante a situação de emergência (menos de dois minutos decorridos entre o alerta de rádio e o desastre), aplicaram automaticamente os regulamentos, sem pensar em reencaminhar o trem para uma das vias que naquele momento estava livre. Além disso, eles foram criticados por não terem evacuado os trens da plataforma, enquanto o responsável pelos anúncios da estação estava ao lado deles na mesma.

### O condutor do trem atingido
Seu atraso na partida resultou em uma sobrecarga incomum do trem.

## Processo judicial
Durante o julgamento no tribunal penal de Paris, que ocorreu no final de 1992, muitas responsabilidades foram mantidas: assim, o maquinista foi condenado a quatro anos de prisão, incluindo seis meses, o ACT acertou com uma pena suspensa de seis meses, os sinalizadores e a passageira que deram o alarme de forma errada. No dia seguinte à sentença, proferida em 14 de dezembro de 1992, a maioria dos maquinistas e a ACT da SNCF entraram em greve por 24 horas, provocando a indignação das famílias das vítimas e da maioria dos usuários.
O julgamento do recurso ocorreu durante o ano de 1993. As penas e as responsabilidades dos réus foram consideravelmente reduzidas: pena suspensa de seis meses para o maquinista, sentença primária à passageira e liberdade para os demais agentes.
Com efeito, verificou-se durante o julgamento do recurso que as válvulas de freio utilizadas neste equipamento pela SNCF não estavam à altura das normas da época. Se estes estivessem em conformidade, o maquinista poderia ter visto que o registro de ar estava fechado apesar do estresse causado pelos passageiros incomodados com o atraso do trem.

## Consequências
O maquinista do trem desgovernado, Daniel Saulin, foi libertado depois de cumprir seis meses de uma sentença de quatro anos por homicídio culposo. O maquinista-adjunto a bordo do trem, que ajudou o maquinista principal a desabilitar os freios da composição, também foi condenado à prisão pela mesma acusação. Processos legais foram iniciados contra o supervisor da Gare de Lyon, Auguste-Andre Tholence, que não conseguiu evacuar a estação, e a Mirrior (que acionou indevidamente o freio de emergência), mas não tiveram sucesso.
Os representantes sindicais da SNCF alegaram que Saulin foi considerado um bode expiatório; os críticos da SNCF atribuíram o acidente a horários excessivamente apertados, falta de espaço adequado na estação e má gestão ferroviária.
Este acidente resultou num reexame do regulamento da SNCF de forma a adequá-lo a este tipo de situação. Além disso, sendo o comportamento do maquinista um agravante, os testes psicológicos destes foram reforçados para que mantenham a calma em caso de dificuldades.
Após este desastre, a SNCF instalou novos para-choques deslizantes absorventes de energia nas quatro vias sem saída da estação ferroviária, adaptando os redutores de velocidade em serviço nos conveses dos porta-aviões ao setor ferroviário. Esses componentes permitem atenuar, ou mesmo eliminar, as consequências de uma frenagem tardia ou ineficiente. O sistema foi validado após testes realizados com quatro locomotivas 2D2 9100 lançadas a 30 km/h. Essas novas aldravas estão sendo instaladas gradualmente nos terminais sem saída da rede ferroviária francesa.
O julgamento e o veredicto levaram à criação em 1994 de uma associação de vítimas de desastres, que se tornou a Federação Nacional de Vítimas de Ataques e Acidentes Coletivos (FENVAC) por Jacques Bresson, que havia perdido seu filho mais velho no acidente na Gare de Lyon.

## Documentários
O acidente foi apresentado na segunda temporada da série de documentários do National Geographic Channel Seconds From Disaster ("Segundos Fatais") no episódio "Paris Train Crash" (também conhecido como Runaway Train) ["Colisão em Paris" no Brasil].
Um programa de rádio da France Inter, Le train fou de la Gare de Lyon, detalha como foi este acidente.